# Festival Pic'Arts
 (mai 2017).
Si vous disposez d'ouvrages ou d'articles de référence ou si vous connaissez des sites web de qualité traitant du thème abordé ici, merci de compléter l'article en donnant les références utiles à sa vérifiabilité et en les liant à la section « Notes et références ».
Le Festival Pic'Arts est un festival de musique actuelle créé en 1998 et qui se déroule à Septmonts dans l'Aisne.  

## Description
Le festival se tient dans la cour du château de Septmonts. La scène se situe au pied du donjon et les stands sont installés dans le sous bois bordant les anciennes douves.
La programmation est éclectique passant de la chanson française, au ska, aux rythmes orientaux, à l'électro, au rock, au reggae, ponctué par diverses animations...
Le village multiplie par vingt sa population, la mairie prête les abords du lac et du stade municipal pour le camping des festivaliers.
En 2018, le festival a attiré 15 000 festivaliers. 

## 2022
Vendredi 8 juillet
- Cancellers
- Les Yeux D'la Tête
- Ben Mazué
- Gauvain Sers
- Lyre Le Temps

Samedi 9 juillet
- Perfide
- Garage 9
- Fugue
- Oete
- Celkilt
- Aldebert
- Julien Doré
- General Elektriks

## 2021
Vendredi 28 août
- FACK
- EFYX
- Attic Birds
- Diva Faune
- Jahneration
- SKIP THE USE
- Biga*Ranx

Samedi 29 août
- Les 2 Sous de Marianne
- Aux P'tits Oignons
- Sidi Wacho
- Poupie
- 47 Ter
- IAM

## 2019
Vendredi 28 juin
- Eleven
- Old Tree'Z
- Hocus Pocus
- Taïro
- Bernard Lavilliers
- Fakear

Samedi 29 juin
- Pleasure
- June Bug
- Gringe
- Trois Cafés Gourmands
- Julien Clerc
- Groundation
- Salut C'est Cool

## 2018
29 et 30 juin
- Vendredi : Geoffroy Gobry, Structures, Mes souliers sont rouges, Louane, Epsylon, Ofenbach
- Samedi : Ton Géant, Vertigo, Edgär, Alltta, Matmatah, Bigflo et Oli, Verlatour

Annulation : Hoshi

## 2017
23 et 24 juin
- Vendredi : Nassim Miri and his Blues Hands, Studio 17, Juniore, Broken Back, Barcella, Tryo, Mon coté Punk, Pfel et Greem (C2C)
- Samedi 24 juin : The Escapist, Cheap WIne, The Noface, Olivia Ruiz, Dub Inc, Boulevard Des Airs, The Inspector Cluzo

## 2016
Vendredi 24 juin
- Motolo
- Hyphen Hyphen
- Vianney
- LEJ
- Electro Deluxe Big Band
- The Shoes

Samedi 25 juin
- Démo 67
- Edgar
- Zoufris Maracas
- Jehro
- Jeanne Added
- Lily Wood and The Pricks
- Tribute to AC/DC

## 2015
26 et 27 juin
- Vendredi : Swinging Dice, Shake Shake Go, Debout sur le zinc, Fréro Delavega, Cali, Collectif 13
- Samedi : Thomas Albert Francisco, La Villa Ginette, The Dukes, Boulevard des Airs, Faada Freddy, Asaf Avidan, Danakil

## 2014
- Ben l'Oncle Soul
- Patrice
- Lyre le temps
- Alex Hepburn
- Oldelaf
- Cats on Trees
- Disiz
- Keziah Jones
- Hollysiz
- Arnaud Macé

## 2013
- Christophe Maé
- Skip The Use
- Barcella
- Naive New Beaters
- Saule
- Les Cowboys fringants
- Les yeux d'la tête

## 2012
Vendredi 29 juin
- DSC
- Archimede
- Boulevard des airs
- Les Fatals Picards
- Bénabar

Samedi 30 juin
- Jade
- Mani
- Amandine Bourgeois
- Le pied de la Pompe
- Imany
- Thomas Dutronc
- Marcel et son orchestre

## 2011
Vendredi 24 juin
- The Drops
- Maldito Rapãz
- Zaz
- Gaëtan Roussel
- Shaka Ponk

Samedi 25 juin
- My Humble Attempt
- La Mordue
- Mountain Men
- Melissmell
- Yodelice
- Aaron
- Philippe Katerine

## 2010
- Weepers Circus
- Pep's
- Zaza Fournier
- La Rue Kétanou
- Carmen Maria Vega
- Flow

## 2009
Samedi 27 juin
- Trio D'vie
- Zaza Fournier
- Pep's
- La Rue Ketanou
- Olivia Ruiz
- Weepers Circus
- Caterpilar's

Dimanche 28 juin
- Bertrand &...
- Tribal Jâze
- Tichot
- Flow
- Carmen Maria Vega
- Tryo

## 2008
Samedi 5 juillet
- Flying Ducks
- Pili-pily percussions
- Nil 1 Nilotr
- Barcella
- Bax
- Minino Garay
- Sinsémilia
- Bazbaz
- Bombes 2 Bal

Dimanche 6 juillet
- Les Effarés
- Omois'sons
- At the same time
- Head Fish
- Cocoon
- Sioen
- Da Silva
- Calogero

## 2007
Samedi 30 juin
- Pierre hait les Loups
- Gode Morningue
- missRose
- Pierre Guimard
- Mademoiselle K
- Jehro
- Zazie

Dimanche 1er juillet
- New Reject
- Bandits d'Honneur
- Sing Sing
- Zelco
- Les Wampas
- Sanseverino
- Laurent Voulzy

## 2006
Samedi 1er juillet
- Fatals Picards
- Franck Monnet
- La Grande Sophie
- Cali

Dimanche 2 juillet
- Tit'Nassels
- Beautés vulgaires
- Souad Massi
- Raphael

## 2005
- Michel Jonasz
- Sinsémilia
- Les Wriggles
- Luke
- Deportivo
- Ridan
- Martin Rappeneau
- Minino Garray & Les tambours du sud
- Brice Kapel

## 2004
- Bénabar
- Sinclair
- Miossec
- La Ruda Salska
- Les Fatals Picards

## 2003
- Jean-Louis Aubert
- Mickey 3D
- Mes Souliers sont Rouges
- Blankass
- Merzhin

## 2002
- Enzo Enzo
- Tryo
- Aston Villa
- La Rue Kétanou
- Chere Alice
- Grand Derangement
- Mandala
- Gavroche
- Estaminet Bal Folk

## 2001
- Marcel et son orchestre
- Armens
- Matmatah
- Mes souliers sont rouges
- Jambons Roulés Macédoine
- Epikoi Enkor
- Irish Coffee
- Le Gros Grêlon

## 2000
- Higelin
- Bagad de Lann Bihoué
- Blankass
- Marcel et son Orchestre
- Irishtambul

## 1999
- Soldat Louis
- Indigo
- Compagnie la lune vague
- Bélisaire
- Weepers Circus
- Ballet Kodia
- Estaminet
- Groupe Inis

## 1998
- Tri Yann
- Signes particuliers
- Bélisaire
- Topaze
- Le Bagad Kerize